# Seven Days (Ron Boots)
Seven days is een studioalbum van Ron Boots waarop hij samenwerkt met de Britse toetsenist Stephan Whitlan. Beiden zijn werkzaam binnen de niche elektronische muziek, al dan niet behorende tot de Berlijnse School. Opnamen vonden plaats in de geluidsstudio van Boots, waarbij de ideeën van Whitlan werden uitgewerkt. Op het album zijn veelvuldig sequencers te horen. Boots had net een nieuwe Minimoog gekocht en Whitlan testte die nieuwe synthesizer.    

## Musici
- Ron Boots, Stephan Whitlan – synthesizers, elektronica

## Muziek
| Nr. | Titel          | Duur  |
| --- | -------------- | ----- |
| 1.  | In traffic     | 20:16 |
| 2.  | Morning flight | 8:55  |
| 3.  | Walking Marley | 9:33  |
| 4.  | Last day       | 6;57  |
| 5.  | Slab           | 17:53 |